# William Somerset Maugham
William Somerset Maugham, CH ([ˈmɔːm]; ur. 25 stycznia 1874 w Paryżu, zm. 16 grudnia 1965 w Nicei) – angielski powieściopisarz i dramaturg.

## Życiorys
Urodził się w Paryżu, jego ojciec bowiem był wówczas pracownikiem ambasady brytyjskiej we Francji. Rodzice zmarli wcześnie i Maugham wrócił do Anglii pod opiekę krewnych. Uczęszczał do King’s School w Canterbury oraz na uniwersytet w Heidelbergu, gdzie studiował literaturę, filozofię i germanistykę (znajomość języka niemieckiego przydała mu się później w pracy dla wywiadu). Ostatecznie ukończył edukację z dyplomem lekarza medycyny, uzyskanym po studiach w Szpitalu Św. Tomasza w Londynie, nigdy jednak nie praktykował w wyuczonym zawodzie. Po opublikowaniu pierwszych dwóch powieści poświęcił się całkowicie pisarstwu.
Pierwsze próby literackie nie przyniosły mu jednak rozgłosu ani pieniędzy. Przez kilka lat mieszkał we Francji, początkowo na południu, gdzie wyjechał podreperować zrujnowane gruźlicą zdrowie, a potem w Paryżu, wiodąc życie na pograniczu nędzy. Jego sytuacja finansowa uległa radykalnej poprawie wraz z publikacją sztuk teatralnych, które odniosły duży sukces.
Podczas I wojny światowej służył w brytyjskim wywiadzie. Był m.in. wysłany z misją do Rosji. Później tak pisał o swoich doświadczeniach: „Praca agenta wywiadu jest skrajnie jednostajna i monotonna... większość jego działań jest pozornie lub faktycznie bezużyteczna. W roku 1917 wyjechałem do Rosji. Zostałem tam wysłany, żeby zapobiec rosyjskiej rewolucji i spowodować, aby Rosja nie wycofała się z wojny. Czytelnicy wiedzą doskonale, że moje wysiłki zakończyły się porażką”. W tym czasie poznał Amerykanina Fredericka Geralda Haxtona, który został jego homoseksualnym partnerem aż do 1944, kiedy zmarł.
Jednocześnie utrzymywał związek z projektantką wnętrz, Maud Gwendolen Syrie Wellcome, córką dr. Thomasa Barnardo (znanego społecznika, twórcy organizacji obrony praw dziecka) i żoną magnata farmaceutycznego Henry’ego Wellcome’a. Jego owocem była córka – Elizabeth Mary „Liza” Maugham (1915-1998). Po rozwodzie Syrie, Maugham ożenił się z nią. Po jedenastu latach małżeństwo rozpadło się, m.in. z powodu biseksualizmu Maughama.
W 1928 pisarz kupił willę „Mauresque” z posiadłością ziemską na Francuskiej Riwierze i na stałe osiadł na południu Francji, skąd odbywał liczne podróże po całym świecie. Zmarł w 1965 w Saint-Jean-Cap-Ferrat k. Nicei.

## Twórczość
Najsłynniejsza powieść Maughama to utwór W niewoli uczuć (1915), książka w znacznej mierze autobiograficzna. Jej główny bohater, Philip Carey, podobnie jak pisarz, jest sierotą i kaleką. Mający bowiem kompleksy z powodu jąkania Maugham, obdarzył go szpotawością nóg. Maugham pisał przejrzystym, oszczędnym stylem.
Inne ważne utwory
- 1897 Liza of Lambeth
- 1902 Mrs Craddock
- 1907 Lady Frederick (sztuka teatralna)
- 1919 Moon and Sixpence (Księżyc i miedziak, Wyd. Dolnośląskie 1995, ISBN 83-7023-410-0)
- 1925 Ashenden (Ashenden, czyli brytyjski agent, „Rebis” 1995, ISBN 83-7120-106-0)
- 1928 The Sacred Flame (sztuka teatralna)
- 1930 Cakes and Ale
- 1935 The Painted Veil (Malowany welon[2], Świat Książki 2007, ISBN 978-83-247-0717-1; 2009, ISBN 978-83-247-1742-2)
- 1937 Theatre (Teatr, Czytelnik 1967, tłum. Krystyna Szerer)
- 1938 The Summing Up
- 1943 Razor’s Edge (Ostrze brzytwy, Wyd. AWiR 1947)
- 1949 A Writer’s Notebook

## Nagroda Somerseta Maughama
W 1947 pisarz ustanowił Somerset Maugham Award, przyznawaną do dzisiaj pisarzom brytyjskim poniżej 35. roku życia. Obecnie laureat otrzymuje 35 000 funtów z przeznaczeniem na podróż zagraniczną.